# خانات قازان
خانات قازان (لاتین: Qazan xanlığı؛ عربی: قازان خانلیغی؛ روسی:Казанское ханство) دولت تاتار قرون وسطایی بود که میان سالهای ۱۴۳۸ تا ۱۵۵۲ میلادی بر منطقه بلغارستان ولگا سابق مسلط بود. خوانین این خانات به توغ تیمور، سیزدهمین فرزند جوچی پسر بزرگ چنگیزخان، منسوب بودند. این خانات بر تمامی چواشستان، تاتارستان، موردوویا، ماری ال و بخش‌هایی از اودمورتیا فرمانروایی می‌کرد.
پایتخت این خانات شهر قازان کنونی بود. خانات قازان یکی از دولت‌های جانشین اردوی زرین بود که سرانجام توسط روسیه تزاری مطیع و مغلوب گشت.